# Relax, Take It Easy
Pour les articles homonymes, voir Relax et Take It Easy.
Singles de Mika
Grace Kelly
(2007)
Clip vidéo
[vidéo] « Mika - Relax, Take It Easy », sur YouTube
[vidéo] « Mika - Relax, Take It Easy (New Version)  », sur YouTube
Pistes de Life in Cartoon Motion
Love Today Ring Ring
Relax, Take It Easy (Détends-toi, prends les choses calmement, en anglais) est une chanson dance-pop, écrite et interprétée par Mika, second single de 2006, intégré à son premier album Life in Cartoon Motion de 2007,. Un des premiers et plus importants succès internationaux de sa carrière. 

## Histoire
Bien qu'elle ne connaisse pas un succès immédiat en 2006, Relax, Take It Easy atteint dans plusieurs pays européens le sommet des classements de ventes et téléchargements après le succès de son autre single, Grace Kelly. En France, le titre est en position no 1 sur le classement Ifop des téléchargements de titres pendant 15 semaines non consécutives. Son album Life in Cartoon Motion est vendu à plus de 5,5 millions d'exemplaires dans le monde.

## Génèse et composition
Un jour Mika décide d’aller en Chine pour voir sa sœur étudiante. Un ami chinois de sa sœur n’arrêtait pas de dire « Relax, take it easy », ce qui lui donne l'idée du thème et des paroles de cette chanson. 
Lors de l'émission 50 minutes inside du 18 janvier 2014, interviewé par Nikos Aliagas, Mika raconte que l'idée de cette chanson lui est venue en juillet 2005 à Londres. En route pour le studio d'enregistrement dans le métro de Londres, lui et les autres passagers sont sommés de sortir rapidement à la suite de plusieurs explosions durant les attentats de Londres du 7 juillet 2005. Il rentre alors chez lui à pied (avec ses paroles dans la tête) où il écrit la chanson en vingt minutes.
La musique est reprise et adaptée de (I Just) Died in Your Arms de 1986 du groupe britannique Cutting Crew, et du titre disco-funk Spacer de 1979 de Sheila Black Devotion. Afin d'éviter un procès, Nick Van Eede (en), le chanteur du groupe, est ajouté à la liste des auteurs et une partie des droits d'auteur lui sont reversés.
Il commence la chanson par « I took a ride to the end of the line, where no one ever goes » (j'ai été au bout de la voie, où personne ne va jamais), puis dans le refrain, il tente de se calmer au milieu du chaos « relax, take it easy, for there is nothing that we can do » (détends-toi, prends les choses calmement, nous ne pouvons rien y faire...).

## Formats
CD Single France
1. Relax, Take It Easy 3:43
2. Relax, Take It Easy (Ashley Beedle's Castro Vokal Discomix) 6:55

CD maxi Europe
1. Relax, Take It Easy 3:43
2. Relax, Take It Easy (Ashley Beedle's Castro Vokal Discomix) 6:55
3. Relax, Take It Easy (Acoustic) 3:04
4. Relax, Take It Easy Relax (Video)

## Classements
| Classement                 | Meilleure position |
| -------------------------- | ------------------ |
| Austrie Singles Chart      | 1                  |
| Belgique Singles Chart     | 1                  |
| Bulgarie Singles Chart     | 1                  |
| Billboard European Hot 100 | 1                  |
| Canada Hot 100             | 1                  |
| Tchèque IFPI Chart         | 1                  |
| Hollande Singles Chart     | 1                  |
| Europe 200                 | 1                  |
| France Singles Chart       | 1                  |
| Finlande Singles Chart     | 3                  |
| Allemagne Singles Chart    | 2                  |
| Italie Singles Chart       | 1                  |
| Liban Chart                | 1                  |
| Norvège Singles Chart      | 1                  |
| Portugal Singles Chart     | 4                  |
| Russie Airplay Chart       | 1                  |
| Espagne Singles Chart      | 1                  |
| Suède Singles Chart        | 2                  |
| Suisse Singles Chart       | 1                  |
| Royaume-Uni Singles Chart  | 1                  |
| United Chart               | 1                  |

## Reprises et adaptations
La chanson est reprise et adaptée en 2007 par Pikku Orava (en), un écureuil chanteur (de fiction) finlandais, ainsi que dans un medley des Enfoirés sur l'album Les Secrets des Enfoirés de 2008.

## Au cinéma
- 2024 : La Récréation de juillet, de Pablo Cotten et Joseph Rozé, musique du film[13].